# Trøgstad
Trøgstad war eine Kommune im norwegischen Fylke Østfold. Trøgstad ging zum 1. Januar 2020 in die neu gegründete Kommune Indre Østfold über.

## Geschichte
Der Ort wurde nach den Felszeichnungen bei Stikla bereits nach der letzten Eiszeit besiedelt.

### Trøgstad-Kirche

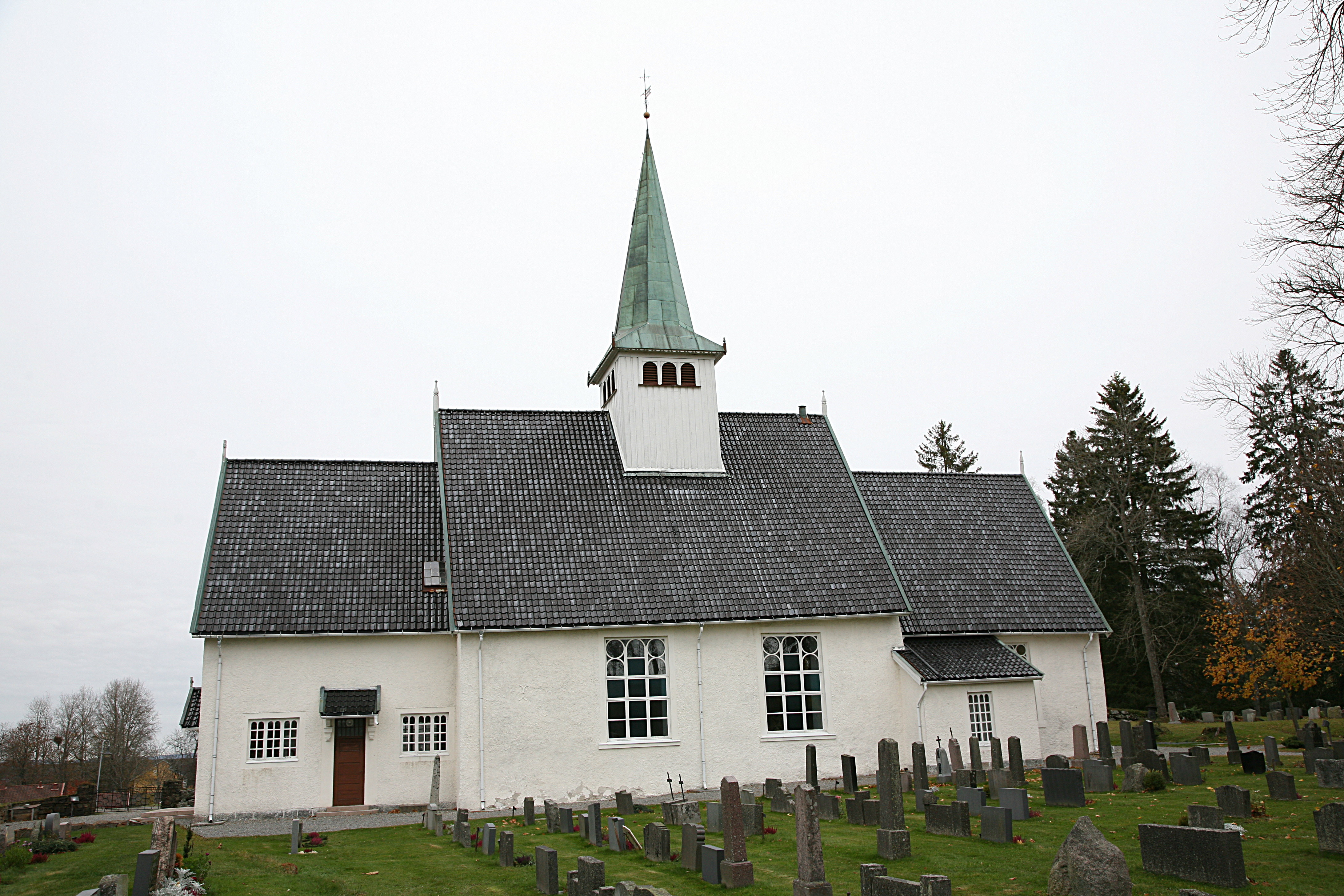
Kirche in Trøgstad

Um 1250 erhielt Trøgstad eine Kirche in Skjønstad, die dem Hl. Olav geweiht war. Der Weihetag war der 15. Januar, das Jahr ist aber unbekannt. 1723 bis 1844 war die Kirche in privatem Besitz. 1904/1905 wurde die Kirche stark verändert, indem das Schiff nach Abriss der Westmauer durch einen Anbau aus Ziegeln verlängert wurde. Die Galerien im Chor und an der Nordseite wurden entfernt, ebenso der Vorraum, wo in alter Zeit die Männer vor dem Besuch der Kirche ihre Waffen ablegten (Waffenraum). Das Taufbecken stammt aus spätromanischer Zeit und ist aus Speckstein. Die Altartafel wurde um 1712 in Kopenhagen gefertigt. Die Kanzel wurde zwischen 1737 und 1739 gestiftet, wahrscheinlich ebenfalls in Kopenhagen gebaut. Die älteste Glocke ist von 1598.

### Trøgstad-Fort

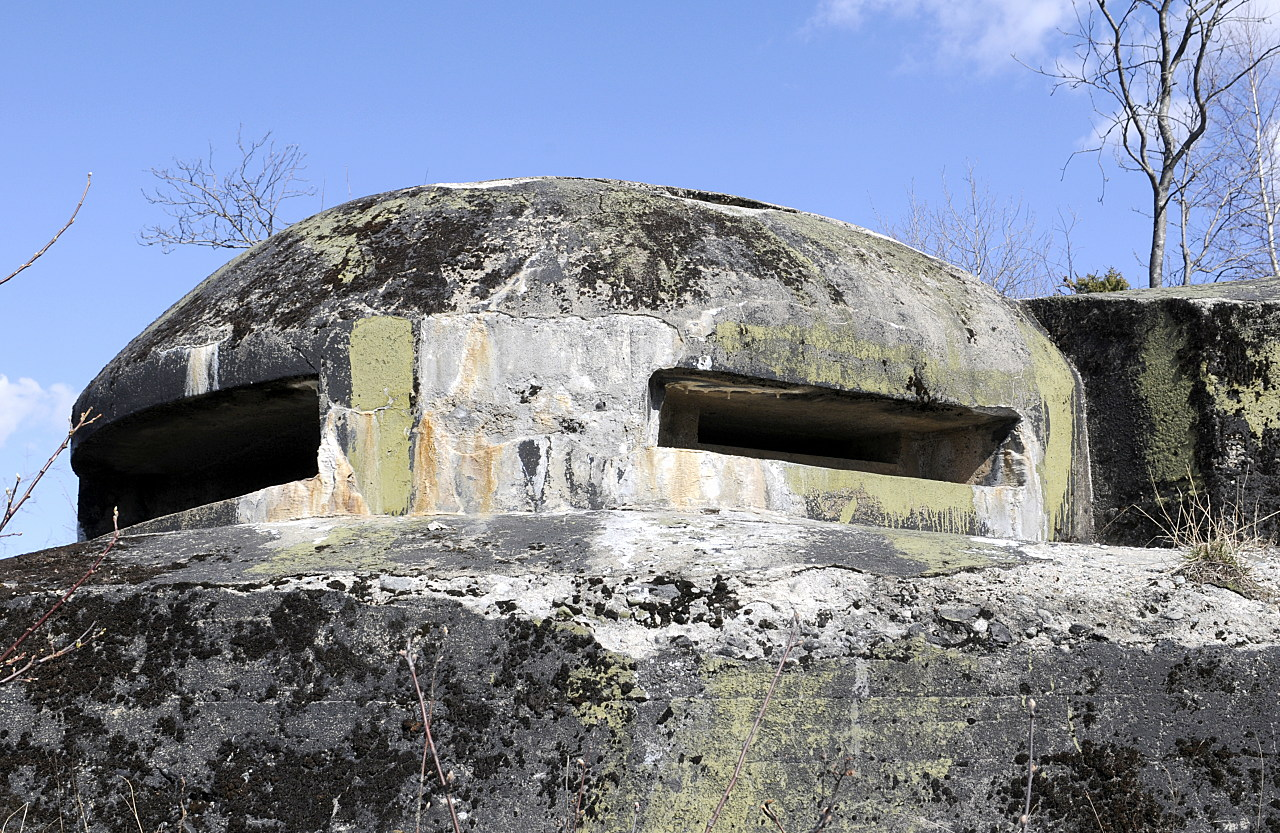
Kommandostand im Fort

In Trøgstad gibt es auch noch Reste des ehemaligen Trøgstad-Forts, das der damalige norwegische Verteidigungsminister Hans Georg Jacob Stang um 1900 als vorgeschobene Grenzbefestigung gegen Schweden errichten ließ. Das Fort wurde nach dem Karlstad-Vergleich von 1905 geschleift. 1907 wurde das Fort als Bestandteil der Glommalinie, einer neuerlichen Grenzbefestigung, zu der zunächst das Greåker-Fort und das Ravneberg-Fort, später auch das Trøgstad-Fort und das Høytop-Fort gehörten, wiedererrichtet. Der Neubau wurde 1912 begonnen und 1917 fertiggestellt. Es handelt sich um ein starkes Felsenfort mit tief in den Berg gesprengten Kasematten und drehbaren Geschütztürmen. Es hatte mit den übrigen Forts den Zweck, den Zugang nach Kristiania gegen Angriffe von Osten zu sichern. Die Forts waren im April 1940 teilweise in Bereitschaft und besetzt. Allerdings kam der deutsche Angriff entgegen der Verteidigungsausrichtung von Westen über Fossum (heute Ortsteil der Kommune Bærum). Daher wurde es kampflos aufgegeben. 1945 ließen die Deutschen dort viel Kriegsmaterial zurück. Später lagerten die Amerikaner dort Munition. In den 50er Jahren wurde dort eine Radarüberwachungsstation errichtet. 1995 beendete das Verteidigungsministerium alle Aktivitäten im Trøgstad-Fort.

## Bevölkerung
Zwischen 1951 und 2005 schwankte die Bevölkerungszahl zwischen 4000 und 5000 Einwohnern. Ab 2008 lag die Bevölkerungszahl konstant knapp über 5000 Einwohnern.

### Persönlichkeiten
- Anne Enger (* 1949 in Trøgstad), Politikerin, Parteivorsitzende der Senterpartiet,  Mitglied im Norwegischen Nobelkomitee

## Städtepartnerschaften
Trøgstad pflegt Städtepartnerschaften mit Kadrina in Estland und  Kinnula in Finnland.